# Światłowstręt
Światłowstręt, fotofobia – objaw chorobowy polegający na odczuwaniu dyskomfortu lub bólu podczas ekspozycji oczu na światło.
Światłowstręt może być objawem wielu zaburzeń, m.in. zapaleń niektórych części oka (ciała szklistego, naczyniówki, rogówki), chorób nerwu wzrokowego (np. zapalenia nerwu wzrokowego), skrzyżowania wzrokowego (np. ucisku przez guza przysadki), płatu potylicznego oraz wzgórza. Może występować także w niektórych chorobach neurologicznych (zapaleniu opon mózgowo-rdzeniowych, urazowym uszkodzeniu mózgu, postępującym porażeniu nadjądrowym), zakaźnych (odrze, wściekliźnie), autoimmunologicznych (nieswoistych zapaleniach jelit, fibromialgii), genetycznych (albinizmie, zespole Sjögrena-Larssona, Alströma, Edwardsa, IFAP), psychicznych (zaburzeniach depresyjnych i lękowych) bólach głowy (migrenie, bólu głowy typu napięciowego i klasterowym bólu głowy), kacu oraz przy zażywaniu niektórych leków (chlorochiny, haloperydolu, kwasu zoledronowego).